# Траян Стефанов
Траян Христов Стефанов е български революционер, войвода на Вътрешната македоно-одринска революционна организация.

## Биография
Траян Стефанов е роден през май 1877 година в демирхисарското село Мало Илино, тогава в Османската империя, днес в Северна Македония. Остава без образование и работи като бакалин. Присъединява се към редовете на ВМОРО. Става нелегален, четник в четата на Йордан Пиперката. След смъртта на Пиперката през август 1903 година по време на Илинденско-Преображенското въстание, Траян Стефанов оглавява самостоятелна чета от 12 души, действаща в Битолско.